# Steinbach, Haut-Rhin
Steinbach är en kommun i departementet Haut-Rhin i regionen Grand Est (tidigare regionen Alsace) i nordöstra Frankrike. Kommunen ligger i kantonen Cernay som tillhör arrondissementet Thann. År 2022 hade Steinbach 1 357 invånare.

## Befolkningsutveckling
Antalet invånare i kommunen Steinbach
| Referens: INSEE |